# Orodes III
Orodes III – król Partów w latach 4 n.e. – 6 n.e.

## Życiorys
Wprowadzony na tron przez partyjską arystokrację, która obaliła Fraatesa V i jego matkę, po dwóch latach przez tę samą arystokrację został z tronu zrzucony i zabity, według Józefa Flawiusza z powodu okrutnych rządów.